# Sterick Building

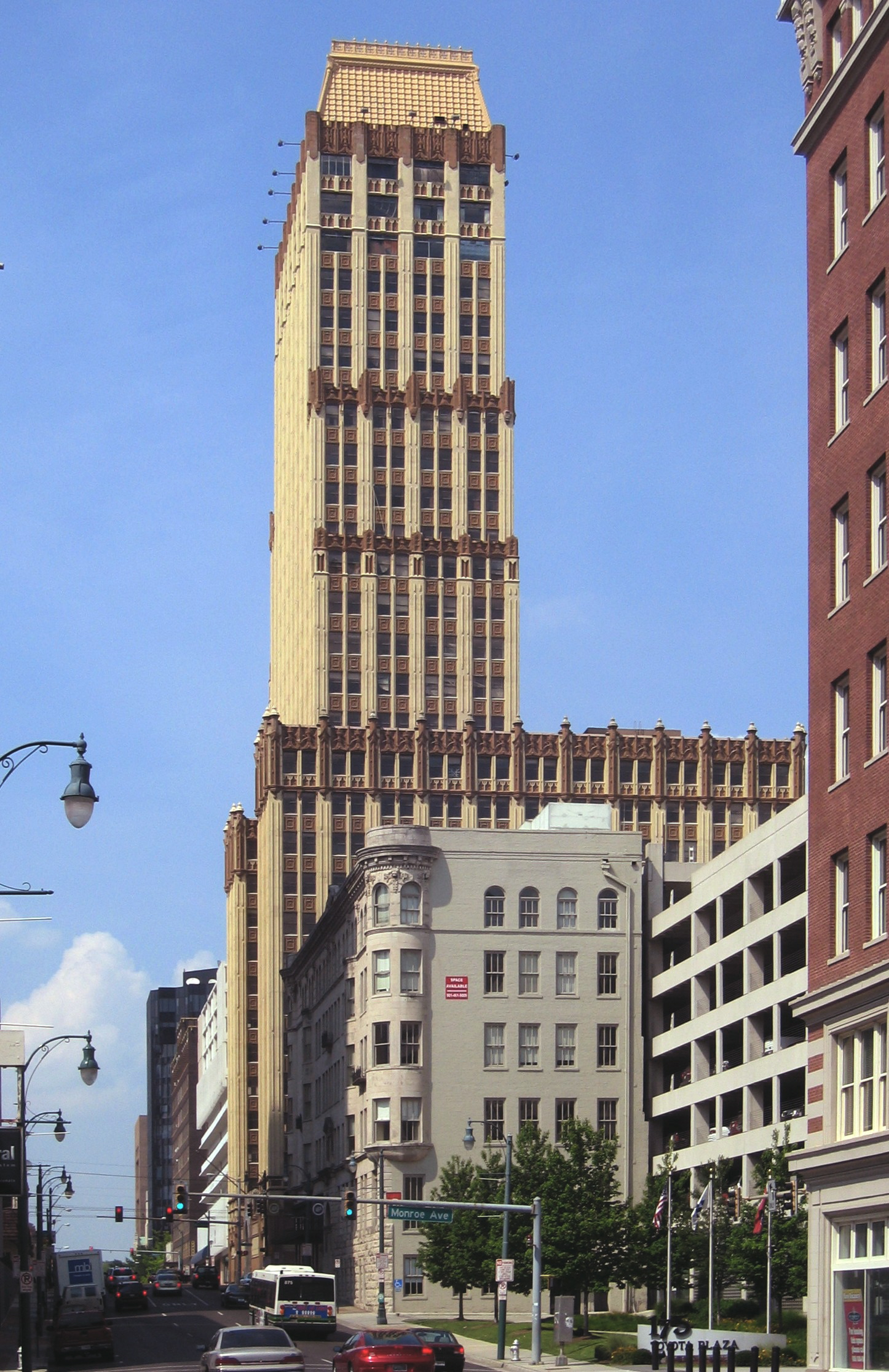
Sterick Building

Het Sterick Building is een kantoorgebouw in Memphis. Het is ontworpen door Wyatt C. Hedrick & Co., en opgeleverd in 1930. De naam is een samentrekking van de oorspronkelijke eigenaars R.E. Sterling and Wyatt Hedrick.
Het gebouw is 111 m hoog en telt 29 verdiepingen. Het was het hoogste gebouw in de stad tot 1965.